# Luchthaven Zjigansk
Luchthaven Zjigansk (Russisch: аэропорт Жиганск) is een vliegveld in het noordelijk deel van de Russische autonome republiek Sacha (Jakoetië), direct ten noorden van de gelijknamige plaats Zjigansk. Het vliegveld heeft een luchtverbinding met Jakoetsk en biedt helikoptervluchten naar andere moeilijk te bereiken plaatsen binnen de oeloes Zjiganski.

## Vluchten
Het vliegveld is toegankelijk voor vliegtuigen tot 36 ton en daarmee opengesteld voor alle vliegtuigen uit de Russische 3e en 4e vliegtuigklasse (tot 30 ton), zoals de An-2, An-12, An-24, An-26, An-28, An-30, An-74 en de Let L-410. Daarnaast kunnen alle soorten helikopters er landen. 

## Passagiersaantallen
|                                        |
| Gegevens van Rosaviatsia (www.favt.ru) |